# Гигантский гризли
Гигантский гризли (англ. Grizzly Giant) — секвойядендрон гигантский, стоящий в роще Марипоса, национальный парк Йосемити, штат Калифорния, США.
Возраст этого дерева был оценен примерно в 1900—2400 лет, высота — 63,7 м, длина окружности ствола у основания — 29,5 м, диаметр ствола на высоте 1,5 м — 7,8 м, объём — 963 м³., что делает его старейшим деревом рощи и вторым по объёму в роще. В 1932 году Гризли занимал 5-ю строчку в списке самых больших по объёму деревьев в мире, ныне же занимает 25-е место в этом списке. Ствол в нижней части сильно повреждён.